# Daniel L. D. Granger

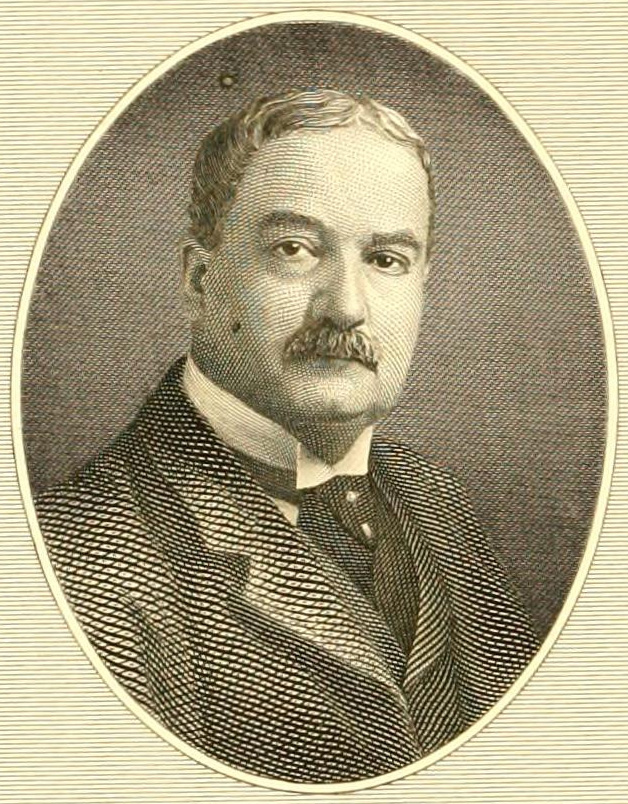
Daniel L. D. Granger

Daniel Larned Davis Granger (* 30. Mai 1852 in Providence, Rhode Island; † 14. Februar 1909 in Washington, D.C.) war ein US-amerikanischer Politiker. Zwischen 1903 und 1909 vertrat er den ersten Wahlbezirk des Bundesstaates Rhode Island im US-Repräsentantenhaus.

## Werdegang
Daniel Granger besuchte die öffentlichen Schulen seiner Heimat und danach bis 1874 die Brown University in Providence. Nach einem Jurastudium an der Boston University und seiner im Jahr 1877 erfolgten Zulassung als Rechtsanwalt begann er in Providence in seinem neuen Beruf zu arbeiten. Zwischen 1887 und 1890 war er Verwaltungsangestellter (Reading clerk) beim Repräsentantenhaus von Rhode Island. Danach amtierte er von 1890 bis 1901 als Kämmerer von Providence. In dieser Stadt war er zwischen 1901 und 1902 auch Bürgermeister.
Granger war Mitglied der Demokratischen Partei. Bei den Kongresswahlen des Jahres 1902 wurde er in das US-Repräsentantenhaus gewählt. Dort löste er am 4. März 1903 den Republikaner Melville Bull ab, den er bei der Wahl geschlagen hatte. Nachdem er auch die folgenden Kongresswahlen gewonnen hatte, konnte Granger bis zu seinem Tod am 14. Februar 1909 im Kongress verbleiben.